# Stoczki (powiat opoczyński)
Stoczki – wieś w Polsce położona w województwie łódzkim, w powiecie opoczyńskim, w gminie Mniszków.
Pierwsze wzmianki o wsi pochodzą z XIII wieku. Nazwa osady pochodzi prawdopodobnie od charakterystyki terenu na którym się znajduje. W materiałach źródłowych odnotowana jest jako Stoky. W 1405 roku Mikołaj z Łazowa z rodu Awdańców przekazał swe wsie Prucheńsko i Stoczki opatowi sulejowskiemu Teobaldowi w zamian za Puczniew.
W latach 1975–1998 miejscowość należała administracyjnie do województwa piotrkowskiego.
Wierni Kościoła rzymskokatolickiego należą do parafii Narodzenia NMP i św. Mikołaja w Błogich Szlacheckich.